# Lightstorm Entertainment
Lightstorm Entertainment es una productora de cine estadounidense. La compañía fue fundada por el cineasta canadiense James Cameron y el productor de cine Larry Kasanoff en 1990 y es conocida por la producción de las películas de Terminator 2: Judgment Day, Titanic y Avatar, la última película de Cameron. Cameron también ha empleado a otros cineastas para producir y dirigir películas bajo el sello de producción de Lightstorm.

## Filmografía
- Terminator 2: Judgment Day (1991)
- The Abyss: Special Edition (1993)
- True Lies (1994)
- Strange Days (1995)
- T2 3-D: Battle Across Time (1996)
- Titanic (1997)
- Solaris (2002)
- Avatar (2009)
- Beyond Glory (2015)
- Alita: Battle Angel (2019)
- Terminator: Dark Fate (2019)
- Avatar: The Way of Water (2022)

### Próximas películas
- Avatar 3 (2024)
- Avatar 4 (TBA)
- The Informationist (TBA)[3]
- Gaia Age (TBA)

## Logo
El logotipo es un arquero a punto de disparar un rayo (como una flecha) hacia el cielo.
- Datos: Q775450
- Multimedia: Lightstorm Entertainment films / Q775450